# Orthocerus mutica
Orthocerus mutica is een keversoort uit de familie somberkevers (Zopheridae). De wetenschappelijke naam van de soort werd in 1767 gepubliceerd door Carl Linnaeus.